# Uis (Namibia)

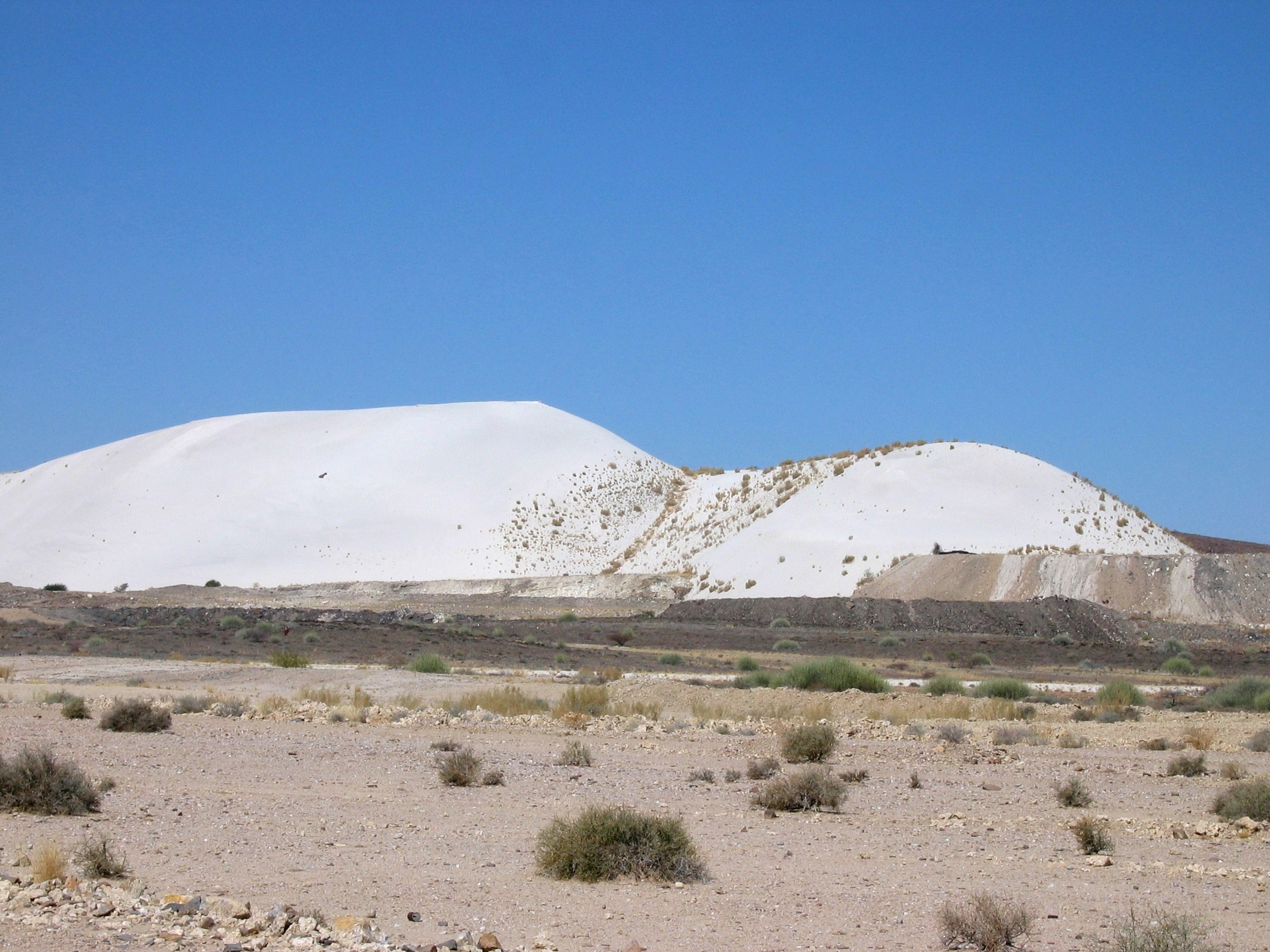
La "montagna bianca" dei detriti della lavorazione dello stagno

Uis è una cittadina della regione del Damaraland, nella Namibia settentrionale, ai piedi dei monti Brandberg. Si trova sulla strada che da Swakopmund conduce verso Opuwo e Khorixas.

## Storia
Uis nacque ai primi del XX secolo, come insediamento minerario per l'estrazione dello stagno. Negli anni cinquanta le miniere furono prese in concessione da un'azienda sudafricana, che ne sviluppò lo sfruttamento; nel 1958 venne fondata la città, come luogo di residenza dei minatori. Accanto alle abitazioni è visibile ancora oggi una sorta di grande collina bianca, costituita dai residui del processo di raffinamento dello stagno.
L'attività mineraria cessò quasi completamente nel 1991, in seguito al crollo dei prezzi dello stagno sui mercati internazionali.
Attualmente, i progressi tecnologici consentono di estrarre ancora stagno dai residui di lavorazione della vecchia miniera. Il prodotto di questa attività viene esportato attraverso il porto di Walvis Bay.

## Economia
La città conobbe un periodo di declino in seguito alla chiusura della miniera principale. Oggi, l'economia della città è alimentata soprattutto dal traffico di viaggiatori e turisti che la attraversano; vi si trovano un distributori di benzina, una guesthouse, un piccolo supermercato e altre modeste attività commerciali. Inoltre, c'è un certo commercio di pietre rare raccolte dalla popolazione locale e vendute ai turisti.

## Luoghi di interesse
Nei pressi di Uis si trova un sito archeologico noto per uno dei più significativi esempi di arte rupestre della preistoria africana, la cosiddetta "Dama Bianca".